# Internationales Archiv für Sozialgeschichte der deutschen Literatur
Das Internationale Archiv für Sozialgeschichte der deutschen Literatur (IASL) ist eine literaturwissenschaftliche Fachzeitschrift. Sie ist seit den 1970er Jahren ein Forum für Forschungsbeiträge zum Verhältnis zwischen literarischen Texten und sozialhistorischen Kontexten. Das Spektrum des IASL umfasst die gesamte deutsche Literaturgeschichte vom Mittelalter bis in die Gegenwart. Besondere Aufmerksamkeit gilt dabei den literaturtheoretischen Grundlagen der Literaturgeschichte, insbesondere den methodischen und thematischen Berührungspunkten zwischen der Literaturwissenschaft und den Geschichts- und Sozialwissenschaften.

## Geschichte
Das IASL wurde 1976 von Georg Jäger, Alberto Martino und Friedrich Sengle gegründet, die Herausgeber der Jahre 1976 bis 2000 waren die Germanisten Wolfgang Frühwald (München) und Georg Jäger (München), der Historiker Dieter Langewiesche (Tübingen) und der Literaturwissenschaftler Alberto Martino (Wien). 2001 wurde das Herausgeberteam – nach dem Ausscheiden von Wolfgang Frühwald – durch den Germanisten Walter Erhart (Greifswald) ergänzt, 2002 durch die Germanisten Norbert Bachleitner (Wien) und Christian Begemann (Bayreuth) sowie den Historiker Gangolf Hübinger (Frankfurt/Oder), 2018 durch die Historikerin Barbara Picht (Berlin) und die Literaturwissenschaftlerin Meike Werner (Nashville). 2022 ergänzten die Germanisten Maximilian Benz (Bielefeld) und Kai Bremer (Berlin) das Herausgeberteam. Seit 2022 wird das IASL herausgegeben von Maximilian Benz (Bielefeld), Kai Bremer (Berlin), Walter Erhart (Bielefeld), Barbara Picht (Berlin) und Meike Werner (Nashville).
Die Redaktion der Zeitschrift befand sich in den Jahren 1976 bis 2002 in München und in den Jahren 2003 bis 2009 in Wien sowie zwischen 2010 und 2022 in Bielefeld. Seit 2023 hat die Redaktion ihren Sitz an der Freien Universität Berlin unter dem Hauptherausgeber Kai Bremer.
Seit 1998 erscheinen Rezensionen separat in der vom IASL unabhängigen Online-Zeitschrift IASLonline.
Seit dem Jahr 2010 erscheint das IASL (nach der Übernahme des Max Niemeyer Verlags durch den Verlag Walter de Gruyter im Jahr 2006) bei De Gruyter.